# Bleke zanghavik
De bleke zanghavik (Melierax poliopterus) is een roofvogel uit de familie van de Accipitridae (Havikachtigen).

## Verspreiding en leefgebied
Deze soort komt voor van Ethiopië en Somalië tot Tanzania.